# Les Amants criminels
Pour plus de détails, voir Fiche technique et Distribution.
Les Amants criminels est un film français réalisé par François Ozon, sorti en août 1999.

## Synopsis
Deux adolescents décident de commettre un meurtre et assassinent Saïd, un camarade de classe. Aussitôt fait, ils vont enterrer le cadavre dans une forêt. Là, ils font la rencontre de l'homme des bois. Inspiré par un fait divers, le réalisateur fait se télescoper le monde violent de la réalité avec le monde fantastique et symbolique des contes de fées.

## Fiche technique
- Titre original : Les Amants criminels
- Réalisation : François Ozon
- Scénario : François Ozon
- Production : Olivier Delbosc, Marc Missonnier
- Directeur de production : Mat Troi Day
- Musique : Philippe Rombi
- Photographie : Pierre Stoeber
- Montage : Claudine Bouché, Dominique Petrot
- Costumes : Pascaline Chavanne
- Société de distribution : Mars Films
- Pays de production :  France
- Genre : drame / thriller
- Durée : 96 minutes
- Budget de production : 2 290 000 €
- Format : couleur, Dolby SR
- Dates de sortie : 
  - France : 18 août 1999
  - Belgique : 13 octobre 1999

## Distribution
- Natacha Régnier : Alice
- Jérémie Renier : Luc
- Miki Manojlović : l'homme de la forêt
- Salim Kechiouche : Saïd
- Yasmine Belmadi : Karim